# Andrés Chaparro
Andrés Alfonso Chaparro (El Vigía, Venezuela, 4 de mayo de 1999), más conocido como Andrés Chaparro, es un jugador profesional venezolano de béisbol que se desempeña en la posición de primera base en Washington Nationals, equipo de las Grandes Ligas de Béisbol (MLB).

## Carrera
En 2024, Chaparro hizo su debut en la MLB con el equipo Washington Nationals, donde lleva jugando una temporada.